# لیتیم هیدرید
لیتیم هیدرید (به انگلیسی: Lithium hydride) با فرمول شیمیایی LiH یک ترکیب شیمیایی با شناسه پاب‌کم ۶۲۷۱۴ است. که جرم مولی آن ۷٫۹۵ g/mol می‌باشد.